# Теренино
Теренино (на руски: Теренино) е село в Селивановски район на Владимирска област в Русия. Влиза в състава на Чертковската селска община.

## География
Селото е разположено на брега на река Тетрух, на 12 км югозападно от центъра на общината, село Чертково и на 7 км източно от районния център Красная Горбатка.

## История
Първото споменаване на Теренино е в данъчните книги на Муромско-Рязанската епархия от 1676 г. В селото тогава има 12 селски стопанства. Центърът на погоста, Спас-Железино, е разположен на 2 км от селото, на другия бряг на река Тетрух. През 1905 г. Теренино се дели на две: село Теренино-1 (37 стопанства) и Теренино-2 (45 стопанства), както и хутора Анохински (1 стопанство).
В края на 19 – началото на 20 век селото влиза в състава на Болше Григоровската волост на Судогодски уезд.
От 1929 г. селото е включено в състава на Селивановския селски съвет на Селивановски район, а по-късно е включено в състава на Андреевски и Високовски селски съвети.

## Население
| 1859 | 1905 | 1926 | 2010 |
| ---- | ---- | ---- | ---- |
| 283  | 421  | 532  | 32   |

## Забележителности
На 2 км от селото, в местността на Спас-Железино е разположена действащата църква „Преображение Господне“ (1913 г.).